# Else Marie Pade
Else Marie Pade (Aarhus, 2 december 1924 – 18 januari 2016) was een Deens componiste en in Denemarken ook bekend als verzetsheldin tijdens de Tweede Wereldoorlog. Zij was een dochter van het echtpaar Hans Christian Jensen (1888-1952) en Nicoline Haffner (1892-1967).
Else Marie leed in haar jeugd aan nierbekkenontsteking, maar ook keelontsteking en was daardoor voortdurend aan haar bed gekluisterd door haar overbezorgde moeder. Deze moeder had haar eerste kind al vroeg aan ziekte verloren. Else Marie haar leven bestond voornamelijk uit geluiden van de buitenwereld, waar ze geen deel aan kon nemen. Deze geluiden zouden later de basis vormen voor haar muziek. Onder de paraplu van haar moeder werd echter wel regelmatig het theater bezocht en leerde ze onder de aanwijzingen van haar moeder piano te spelen. In aansluiting daarop ging ze naar de volksmuziekschool in Århus. Zij kreeg privé piano lessen bij Karen Straubing.
Op wat latere leeftijd maakte ze kennis met jazz en startte zelfs een eigen band The Blue Star Band. De broer van de drummer van de band maakt haar attent op de mogelijkheid verder te studeren in de muziek, aan het conservatorium; ze kreeg lessen van Karin Brieger. Via deze pianolerares kwam zo ook in contact met het Deense verzet; ze moest voor Duitse militairen vluchten en wist geen andere weg dan naar haar lerares.
In 1943 nam ze deel aan het verspreiden van illegale kranten en nam ook vuurwapens ter hand. Uiteindelijk zou ze door de Gestapo opgepakt worden, nadat ze met Hedda Lundh het communicatienetwerk van de bezetters had gesaboteerd. Ze werd gemarteld en werd soms schreeuwend wakker. Echter, had ze een concentratiesyndroom, wat betekende dat zij black-outs had toen ze iets moest presteren op de piano, en zij gaf op een pianiste te worden. Deze situatie zou leiden naar een van haar eerste composities; het lied "Du og jeg of stjernerne" (Jij en ik van de sterren). De melodie legde ze vast door die in de muur van haar cel te krassen. Ze werd gedetineerd in het gevangenkamp van Frøslev, alwaar ze begon te componeren. Een medegevangene was de componist en muziekpedagoog Henrik Knudsen, bij wie zij lessen kreeg in compositie. Hier ging ze verder met componeren. Liederen, die ze ook samen schreef met Brieger verschenen 60 jaar later op compact disc ter viering van 60 jaar vrijheid.
Zij was vanaf 1946 met de Program Manager Henning Pade (1918-1988) gehuwd. Het echtpaar had samen de kinderen George Morten (1947), Christian Mikkel (1950). Het huwelijk werd in 1960 ontbonden.
Na de oorlog was ze een tijdlang verbonden aan het conservatorium en studeerde bij onder andere Vagn Gylding Holmboe, later bij Jan Carl Christian Maegaard, maar ze voelde zich daarin beperkt. In 1952 kreeg haar loopbaan de wending toen ze muziek hoorde van Paul Schaeffer; het was musique concrete; deze muziek herinnerde haar aan haar jeugd. Zij had gehoord en gelezen over P. Schaeffer 's muzikale experimenten in 1940 Parijs, en toen zijn boek «A la recherche d'une musique concrete» kwam uit in 1952, studeerde zij het van a tot z. Ze zocht Schaeffer op en zag hem in zijn atelier schrijven. In 1958 reisde zij samen met radio medewerkers Mogens Andersen en Erik Schack naar de Wereldtentoonstelling te Brussel. In de koffer hadden zij veel nieuwe muziek voor uitzendingen via de omroep. Het heeft haar diep geïnspireerd en schreef verschillende van haar werken in de volgende 3 tot 4 jaren, waaronder Symphonie magnetophonique, Faust en Glass Bead Game.
Daarna (1962 en opnieuw in 1964, 1968 en 1972) volgde ze nog cursussen die werden gegeven in Darmstadt, leermeesters waren Karlheinz Stockhausen, Luciano Berio en György Ligeti. Ze werd een pionier in de ontwikkeling van elektronische muziek in Denemarken en is daarmee eigenlijk voorloper van bijvoorbeeld Per Nørgård en Bent Lorentzen. Alhoewel ze vanaf de jaren 70 voor 3 jaar een staatstoelage van de National Arts Foundation kreeg is haar werk lange tijd genegeerd. Regelmatig verschenen werken van haar hand, doch zij werden zelden of nooit uitgevoerd. In 1989 vertegenwoordigde zij als enige vrouw, naast 41 andere componisten, haar land tijdens het Festival Modèles Sonor in Amsterdam met haar werk zeven cirkels, met geluiden van verkeer richtingen in de ruimte.
In 2000 is er plotseling belangstelling voor haar werk. Het Deense platenlabel Dacapo Records bracht Glasperlespil uit; later gevolgd door haar Symphonie magnétophonique. In 2009 volgde Zee-aquarellen I-XXI.
Inmiddels heeft ook de jonge generatie de muziek van Pade ontdekt; er verschenen remixen van haar Zeven cirkels.
Pade is op 91-jarige leeftijd overleden.

## Oeuvre
- Du og jeg og stjernerne, 1944
- Hjertets underfylde rytme, 1944
- Hvis du vidste, 1944-1945
- Swingsko, 1944-1945
- En lille melodi med forår i, 1944-1945
- Tullerulle tappenstreg, 1951, kinderliederen op tekst van Halfdan Rasmussen
- Tullerulle tappenstreg: sept pieces en couleurs, 1953
- Pjerrots forunderlige dans, 1953, Musik til TV-dukkespil.
- Koncert for trompet og orkester, 1954
- En dag på Dyrehavsbakken, 1955
- Fire anonyme sange, 1955
- Røde bolde, 1955
- Volo spa hoc est, 1956, fra Den ældre Edda, for kvindekor
- Seks lydillustrationer til Danmarks Skoleradio, 1956-1959
  - Den lille Havfrue, tekst van Hans Christian Andersen
  - Klumpedumpeland, tekst van Bent Friis Alsinger
  - Den lille Idas blomster, tekst van Andersen
  - Trylleringen, folkeeventyr fra Illustreret Tidende
  - Julegavetoget, folkeeventyr fra Illustreret Tidende
  - Gedehyrden Martin, folkeeventyr fra Illustreret Tidende
- Symphonie Magnétophonique, 1958-1959
- Syv cirkler, 1958-1959
- Glasperlespil II, 1960[3]
- Lyd og lys, 1960, Elektronische muziek - teksten en gedichten van Piet Hein
- Vikingerne, 1961, Filmmuziek
- Afsnit I, II, III, 1961, voor viool en 11 percussie-instrumenten
- Etude I, 1962[4]
- Faust, 1962
- Symphonia Heroica, 1962
- Et spil for cello, 1962
- Parametre, 1962
- Græsstrået, 1964, Tv-ballet choreografie door Nini Theilade
- Zee-Aquarellen (Aquarellen über das Meer) I-XXI, 1968-1971
- Historien om skabelsen, 1969,
- Maria, 1969-1970, Elektronisch essay. Voor sopraan, mannenstem, mannenkoor, elektronisch bewerkt.
- Immortella, 1969-1970 rev. 1984, Balletpantomime voor 20 percussionisten.
- Fire radiodigte, 1970, gedichten van Orla Bundgård Povlsen
  - Sang om amerikanerne i Vietnam
  - På Nørrevold
  - Klimpresang
  - Se det i øjnene[5]
- Far, mor og børn, 1975, een kinderopera.
- Fugledrømmen, 1976
- Syv billedsange om Teresa af Avila, 1980
- Vier illustraties, 1995

## Media
1. ↑  Else Marie Pade aan boord van het vrachtschip Stubnitz in de Nieuws-uitzending van het Deense televisie DR 1. Gearchiveerd op 5 april 2019.
2. ↑  Glasperlespil II, gedeelte: "fordømmelse". Gearchiveerd op 5 juni 2023.
3. ↑  Etude I danish retro electronic
4. ↑  Se det i øjnene vanuit het album "face it" 1970 retro elektronica. Gearchiveerd op 9 juli 2022.

- Bibsys: 4083806
- CiNii: DA13536717
- Gemeinsame Normdatei: 131390589
- International Standard Name Identifier: 0000 0001 1445 5434
- Library of Congress Control Number: n2003029381
- Nationale Bibliotheek van Letland: 000337407
- MusicBrainz: a31e920f-8d43-494e-921e-a70dee134f6f
- Nationale Bibliotheek van Israël: 987007335571905171
- Système universitaire de documentation: 152496831
- Virtual International Authority File: 261152587
- WorldCat: E39PBJkCYx8fy9CHMqkMPrYByd